# New Town (Edinburgh)
De New Town is een wijk in het centrum van de Schotse hoofdstad Edinburgh. De stadsontwikkeling in noordelijke richting vond in fasen plaats in de tweede helft van de 18e eeuw en de eerste helft van de 19e eeuw. Het doel van de uitbreiding was om de sterk overbevolkte Old Town te ontlasten en nieuwe hoogwaardige woon- en handelsruimte te scheppen. De Old Town en New Town zijn in 1995 gezamenlijk opgenomen in de Werelderfgoedlijst van UNESCO.
De aanzet voor de vernieuwing werd gegeven door George Drummond, de 'Lord Provost' (burgemeester) van de stad. Men wilde de vernieuwingsdenkers de kans geven een modern concept te realiseren en tegelijkertijd voorkomen dat de beter gesitueerden, handelaars en intellectuelen de stad zouden ontvluchten.
In 1766 werd een ontwerpwedstrijd gehouden die werd gewonnen door de jonge architect James Craig. Zijn ontwerp bestond uit een overzichtelijk rasterwerk waarin een oost-west lopende hoofdstraat zou worden afgesloten door twee grote pleinen. Ten noorden en zuiden daarvan moesten twee andere doorgaande wegen ontstaan, die met elkaar werden verbonden door drie van noord naar zuid lopende zijstraten, onder andere bestemd voor bewoning door bedienden en voor leveranciers.

## Eerste fase
Deze eerste fase van de stadsuitbreiding vond plaats tot omstreeks 1800. Om het nieuwe stadsdeel vanuit de Old Town bereikbaar te maken, werden twee verbindingen aangelegd. De eerste versie van de 'North Bridge' kwam gereed in 1772. De andere verbinding werd gevormd door The Mound, een kunstmatige heuvel die ontstond door de dumping van talloze karrenvrachten puin afkomstig uit het nieuwe gebied. Ook werden plannen ontwikkeld om het tussen de beide stadsdelen gelegen 'Nor Loch', een zwaar vervuild meer dat lange tijd had gediend voor de lozing van afvalstoffen, droog te leggen. Dit proces nam vele jaren in beslag en was pas gereed rond 1817. Op de plaats van het drooggelegde meer ontstonden later de indrukwekkende Princes Street Gardens. 

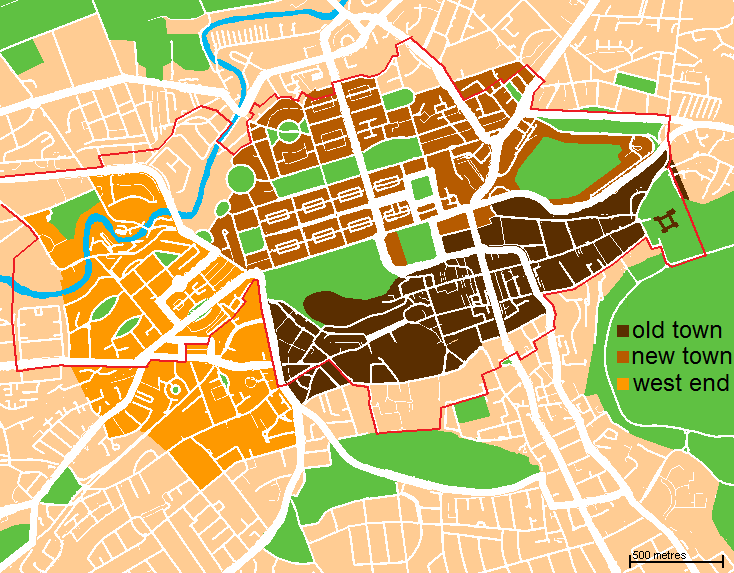
De twee fasen van de stadsuitbreiding ten noorden van de oude stad

De centrale straat van de nieuwbouwwijk werd George Street, genoemd naar koning George III. De straat wordt afgesloten met de pleinen Charlotte Square in het westen en St Andrew Square aan de oostelijke zijde. Parallel daaraan liggen aan de noordkant Queen Street, genoemd naar George' echtgenote, Charlotte van Mecklenburg-Strelitz, en aan de zuidzijde de befaamde, slechts aan een zijde bebouwde Princes Street, genoemd naar de zoons van de koning. Daartussen liggen de smallere straten Rose Street en Thistle Street, de laatste genoemd naar het Schotse nationale embleem, de distel. Dwars daarop liggen in het stratenpatroon de straten Castle Street (naar Edinburgh Castle), Frederick Street (naar de vader van de koning, Frederik, prins van Wales) en Hanover Street (naar het regerende vorstenhuis).
De nieuwe wijk werd opgetrokken in de bouwstijl die nu bekendstaat als Georgiaanse architectuur, naar de vier achtereenvolgende koningen van het Huis Hanover.

## Tweede fase
De tweede fase van de stadsontwikkeling vond plaats vanaf omstreeks 1800. De stad werd verder uitgebreid in noordelijke richting. Het plan was om voort te bouwen op de door Craig opgezette rastervorm, maar niet alle plannen werden uiteindelijk verwezenlijkt. De architect William Henry Playfair speelde bij deze ontwikkeling een belangrijke rol. Hij realiseerde onder meer de National Gallery of Scotland en het gebouw van de Royal Scottish Academy. Ook monumenten op Calton Hill vallen (mede) onder zijn verantwoordelijkheid.